# Bedford (Wielki Manchester)
Bedford – dzielnica miasta Leigh w Anglii, w hrabstwie Wielki Manchester, w dystrykcie Wigan. Leży 12 km od miasta Wigan. W 1891 roku civil parish liczyła 9455 mieszkańców.